# Stor-Fjälsjön
Stor-Fjälsjön är en sjö i Skellefteå kommun i Västerbotten och ingår i Bureälven-Mångbyåns kustområde. Sjön har en area på 0,0895 kvadratkilometer och ligger 14 meter över havet.

## Delavrinningsområde
Stor-Fjälsjön ingår i det delavrinningsområde (716335-176651) som SMHI kallar för Utloppet av Djupatjärnen. Medelhöjden är 19 meter över havet och ytan är 3,12 kvadratkilometer. Räknas de 13 avrinningsområdena uppströms in blir den ackumulerade arean 73,48 kvadratkilometer. Avrinningsområdets utflöde Bäckån mynnar i havet. Avrinningsområdet består mestadels av skog (70 procent). Avrinningsområdet har 0,29 kvadratkilometer vattenytor vilket ger det en sjöprocent på 9,1 procent.